# Bodbytjärnen
Bodbytjärnen är en sjö i Skellefteå kommun i Västerbotten och ingår i Bureälvens huvudavrinningsområde. Sjön har en area på 0,248 kvadratkilometer och ligger 79,2 meter över havet.

## Delavrinningsområde
Bodbytjärnen ingår i det delavrinningsområde (716330-173656) som SMHI kallar för Utloppet av Bodbytjärnen. Medelhöjden är 86 meter över havet och ytan är 1,27 kvadratkilometer. Det finns inga avrinningsområden uppströms utan avrinningsområdet är högsta punkten. Vattendraget som avvattnar avrinningsområdet har biflödesordning 2, vilket innebär att vattnet flödar genom totalt 2 vattendrag innan det når havet efter 50 kilometer. Avrinningsområdet består mestadels av öppen mark (23 procent) och jordbruk (53 procent). Avrinningsområdet har 0,25 kvadratkilometer vattenytor vilket ger det en sjöprocent på 19,4 procent.